# Torenia poilanei
Torenia poilanei är en tvåhjärtbladig växtart som beskrevs av Gustave Henri Bonati.
Torenia poilanei ingår i släktet Torenia och familjen Linderniaceae. Inga underarter finns listade i Catalogue of Life.